# Oras Tynkkynen

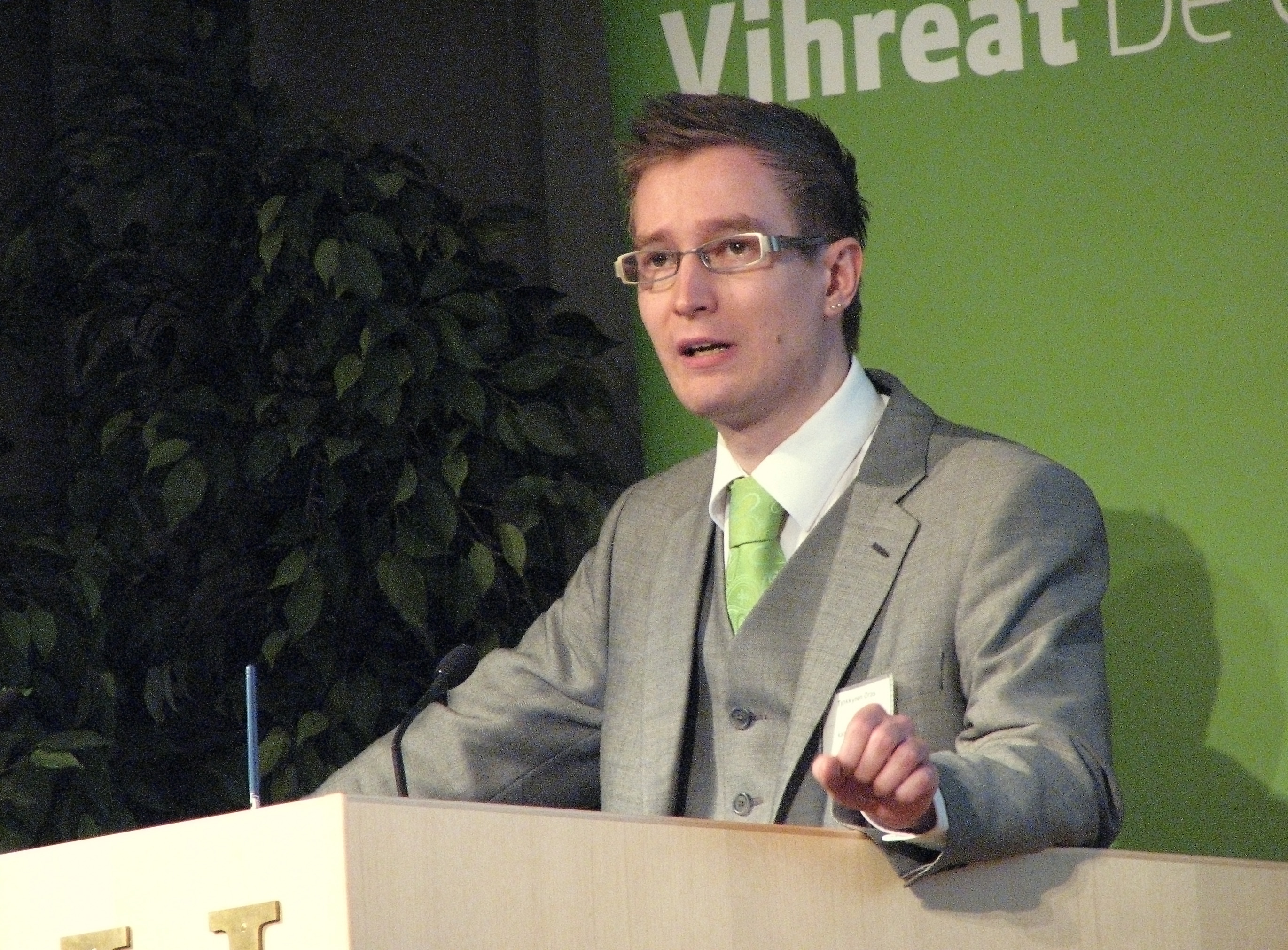
Oras Tynkkynen (2007)

Oras Tynkkynen (* 25. September 1977 in Jyväskylä) ist ein finnischer Politiker der Partei Grüner Bund.

## Leben
Nach seiner Schulzeit studierte Tynkkynen Journalismus an der Universität Tampere, an der er seinen Bachelor und seinen Magister 2009 erreichte. Neben seinem Studium wurde er politisch aktiv und Mitglied der Partei Grüner Bund. Er war einer der Gründungsmitglieder der Organisation Friends of the Earth Finland. Als Politiker wurde Tynkkynen in den Stadtrat von Tampere gewählt; 2004 gelang es ihm, einen Sitz als Abgeordneter im Finnischen Parlament zu erreichen.
Tynkkynen lebt offen homosexuell in Tampere.